# Iermakovka (Lípetsk)
|  | Per a altres significats, vegeu «Iermakovka». |

Iermakovka (en rus: Ермаковка) és un poble de l'óblast de Lípetsk, a Rússia, que el 2013 no tenia cap habitant. Pertany al districte rural de Griazi.